# Plan Peisey
Plan Peisey is een skidorp in het Franse wintersportgebied Les Arcs, deel van Paradiski. Het bevindt zich op het grondgebied van de gemeente Peisey-Nancroix in het departement Savoie. Plan Peisey werd in de jaren 60 aangelegd ten noorden van het gelijknamige gehucht (op de stafkaart van 1855-1866 aangeduid als Plan Pesey) en zo'n 300 meter boven het dorp Peisey. Het opende in 1962/1963. In de jaren 80 werd ten noorden ervan het nieuwe skidorp Vallandry gebouwd, op het grondgebied van Landry. Het skigebied Peisey-Vallandry werd vanaf de jaren 70 geïntegreerd in Les Arcs, dat zich ten noorden en oosten ervan bevindt. Zowel Plan Peisey als Vallandry liggen tussen 1550 en 1720 meter boven het zeeniveau. 
In Plan Peisey bevindt zich het oostelijke eindstation van de gondelbaan Vanoise Express, die Les Arcs sinds 2003 verbindt met La Plagne aan de overkant van de Ponturin-vallei.